# Margit Müller
Margit Müller, Ehename Margit Meissner (* 31. Oktober 1952 in Oebisfelde) ist eine ehemalige deutsche Hockeynationalspielerin.

## Karriere

Margit Müller (links) auf einer Briefmarke der Deutschen Bundespost Berlin anlässlich der Weltmeisterschaft 1976

Margit Müller begann 1960 beim VfL Wolfsburg mit dem Hockeyspielen, 1966 wechselte sie zum benachbarten Erstligisten Eintracht Braunschweig. Mit der Eintracht gewann Müller fünf deutsche Meisterschaften im Feld- und drei Meistertitel im Hallenhockey. Nach 12 Jahren in Braunschweig kehrte sie 1978 zu ihrem Heimatverein VfL Wolfsburg zurück und beendete dort ihre Karriere.
Für die deutsche Nationalmannschaft bestritt die ehemalige Rekordnationalspielerin insgesamt 100 Länderspiele (86 im Feld und 14 in der Halle). 1976 wurde sie mit dem DHB-Team Weltmeisterin, 1971 (IFWHA), 1978 und 1979 (IFWHA) Vizeweltmeisterin im Feldhockey. Außerdem gewann Müller mit der deutschen Mannschaft 1975, 1977 und 1978 die Hallenhockey-Europameisterschaft. 1980 gehörte sie zum deutschen Aufgebot für die Olympischen Spiele in Moskau, aufgrund des Olympiaboykotts der Bundesrepublik Deutschland kam es aber nicht zur Teilnahme an dem Turnier.
1974 wurde Margit Müller mit dem Silbernen Lorbeerblatt ausgezeichnet.
Margit Meissner unterrichtete bis 2009 die Fächer Biologie und Sport am Ratsgymnasium Wolfsburg, an dem sie 1971 das Abitur abgelegt hatte.